# IAPE FC
IAPE FC was een Braziliaanse voetbalclub uit São Luís in de staat Maranhão. 
De club werd opgericht in 2008 en werd in het eerste seizoen al meteen kampioen. Na een bescheiden eerste seizoen in de hoogste klasse van het Campeonato Maranhense eindigde de club in 2010 op een knappe derde plaats. In het seizoen 2011 besloot voorzitter Pereirinha Isaias om het team tijdens de competitie terug te trekken na negen wedstrijden. Na de achtste wedstrijd beschuldigde hij de scheidsrechter ervan te fluiten in het voordeel van Sampaio Corrêa. De club had op dat moment al 18 punten en zou bij het volbrengen van het seizoen wellicht opnieuw een hoge notering behaald hebben. De club nam ook deel aan de Copa do Brasil 2011 en werd daar meteen geloot tegen topclub Atlético Mineiro, die IAPE in twee wedstrijden aan de kant zette. 